# Joaquim Rodríguez
Joaquim Rodríguez Oliver (Barcelona, 12 de maio de 1979), apelidado Purito, é um exciclista de rota espanhol, profissional desde 2001 até 2016. Durante sua corrida profissional correu nas equipas O.N.C.E. - Eroski, Saunier Duval - Prodir, Caisse d'Epargne e Team Katusha. Atualmente é embaixador da marca de bicicletas Orbea. O seu irmão menor Alberto foi também ciclista profissional.
Em seu palmarés, Purito tem um total de 45 vitórias como profissional; ademais, é vencedor do UCI World Ranking 2010 e o UCI WorldTour 2012 e 2013. Entre suas vitórias mais importantes encontram-se 14 vitórias em Grandes Voltas (2 etapas no Giro d'Italia, 3 etapas no Tour de France e 9 etapas na Volta a Espanha), o Grande Prêmio Miguel Indurain 2010, a Volta à Catalunha 2010 e 2014, a Volta a Burgos 2011, a Flecha Valona 2012, o Giro de Lombardia 2012 e 2013 e Volta ao País Basco 2015. Ainda que nunca tem ganhado uma Grande Volta, se subiu ao pódium em várias ocasiões (2.º no Giro d'Italia 2012 e Volta a Espanha 2015 e 3.º no Tour de France 2013 e Volta a Espanha 2012). Ademais, tem portado o camisola de líder em dois delas, o Giro e a Volta. É um dos 18 corredores na história em se subir ao pódium nas três Grandes. Também tem conseguido a medalha de bronze o Mundial de Mendrisio 2009 e a medalha de prata em Florencia 2013.
Em 2012 foi terceiro na Bicicleta de Ouro a melhor ciclista do ano.

## Biografia

### Ciclismo amador
Nascido em Barcelona a 12 de maio de 1979, se transladou ao País Basco para seu passo pelo campo amador, militando na equipa Iberdrola, considerado filial da equipa profissional ONZE dirigido por Manolo Saiz. Entre suas vitórias destaca a primeira etapa da Volta a Segovia 1999, a Subida a Gorla 2000. e sobretudo o Memorial Valenciaga nesse mesmo ano.

### Ciclismo profissional
Estreiou como profissional no ano 2001 com a equipa ONZE-Eroski da mão de Manolo Saiz. Após seu passo pela equipa Saunier Duval-Prodir alinhou pela equipa Caisse d'Epargne-Illes Balears.
Entre seus lucros mais importantes destaca a general da montanha na Volta a Espanha de 2005, o Campeonato da Espanha de Ciclismo 2007, tem ganhado etapas nas três Grandes Voltas e o bronze obtido no Mundial de Mendrisio 2009. Em 2012 conseguiu o segundo lugar no Giro d'Italia, a só 16 segundos do vencedor.
Desde sua primeira corrida demonstrou suas habilidades como escalador e como rodador.
Era um bom gregário para Alejandro Valverde, além de um magnífico rodador-escalador e por isso gozava de liberdade dentro da equipa Caisse d'Epargne conseguindo grandes triunfos como suas duas etapas na Tirreno-Adriático.
Alinhou pela equipa russa Katusha para 2010, com o que no final de 2009 abandonou a equipa Caisse d'Epargne após ter militado no grupo bancário os últimos quatro anos. As negociações para o contrato fecharam-se durante a Volta a Burgos de 2009, na que o catalão ganhou uma etapa e se vestiu a camisola morada de líder durante uma jornada. "À margem das melhores condições económicas, precisava novos reptos e em Katusha têm apostado por mim para que lidere a equipa em determinadas corridas, bem como me asseguraram a presença no Tour, prova à que minhas anteriores equipas nunca têm crido conveniente me levar e na que tenho muita ilusão, pois tenho já 30 anos e é a única grande que me falta por correr", comentou ao se fechar seu contrato pela esquadra russa.
O maior sucesso de sua corrida até momento chegou a 27 de setembro de 2009 quando conseguiu a medalha de bronze no Mundial de Mendrisio de 2009 por trás de Cadel Evans e Alexandr Kolobnev, ouro e prata respectivamente.

### No Saunier Duval
Passou ao Saunier Duval dirigido por Joxean Fernández "Matxín".
Em 2004 ganhou a Semana Catalã.
Em 2005 ganhou a Subida a Urkiola, numa edição na que as obras obrigaram a modificar o tradicional traçado da prova, pelo que em lugar de ascender Urkiola pela sua cara mais dura (com suas clássicas curvas em ferradura) se fez desde a ladeira menos exigente. Pouco depois ganhou a classificação da montanha na Volta a Espanha.

### Gregario de luxo em Caisse d'Epargne
Em 2006 alinhou pela equipa Caisse d'Epargne, dirigido por Eusebio Unzué. Permaneceu na equipa quatro temporadas nas que grande parte de seu cometido foi em labores de apoio como gregário, especialmente de Alejandro Valverde. No entanto durante esses anos pôde conseguir alguns sucessos individuais como o Campeonato da Espanha de Ciclismo em Estrada de 2007, disputado em Cuenca; ou a medalha de bronze do Campeonato do Mundo de 2009, somente superado por Cadel Evans e Alexandr Kolobnev.

### Líder do Katusha

#### 2010
Face à temporada de 2010, realizou uma concentração invernal no Teide. Depois de ser sexto na Paris-Nice, ganhou a sua corrida de casa ao impor-se na Volta à Catalunha. Dias mais tarde ganhou em Navarra o G. P. Miguel Indurain, ao impor-se na empinada ascensão final à Basílica de Puy.
Pouco depois arrendondou seu bom início de temporada com uma vitória de etapa na Volta ao País Basco, ao chegar em solitário à meta de Orio na quinta etapa depois de ter atacado e mantido sua vantagem nas curtas mas empinadas subidas a Aia e Aia-Frontón, realizando uma curiosa celebração ao cruzar a linha de chegada com o boion em alto. A sua vitória (e a renda obtida com respeito ao resto de favoritos) situaram-lhe terceiro na general a falta de uma única etapa, a contrarrelógio final, onde foi superado por Beñat Intxausti. Ainda que isso lhe situava como quarto no geral final, a posterior desclassificação de Alejandro Valverde (que tinha subido ao pódio como segundo) de todas as classificações dessa temporada por parte da UCI em cumprimento da sentença do TAS que condenava assim mesmo a Valverde a dois anos de suspensão por dopagem ao se provar seu envolvimento na Operação Puerto, fez que Purito subisse ao terceiro posto na classificação final oficial, ainda que sem ter podido subir ao pódio para o celebrar junto a Chris Horner e Intxausti.
Ficou segundo na Flecha Valona, somente superado pelo australiano Cadel Evans.
Em julho estreia no Tour de France, aos 31 anos.
«Estou tremendamente ilusionado. Dizem que até que não corres o Tour não tens o carnet de profissional e eu tenho demorado demasiado em poder o obter. Esse foi um dos motivos pelos que mudei de Caisse d'Epargne ao Katusha, e por fim vou poder ver elogio meu sonho» — Joaquím "Purito" Rodríguez
Em sua primeira participação na ronda gala incluiu uma vitória de etapa, ao se impor na 12.ª etapa com final na curta mas explosiva ascensão a Mende após arrancar do grupo de favoritos e se impor ao sprint a Alberto Contador, quem dias depois se vestia a camisola amarela resultando finalmente vencedor do Tour de France de 2010. Posteriormente manteve um bom nível tanto nos Alpes como nos Pirenéus, terminando assim oitavo na classificação geral em sua estreia na Grande Boucle.
Correu a Volta a Espanha onde conseguiu 1 vitória de etapa e esteve líder 2 dias. Terminou 4.º na geral. Ao final de temporada foi número 1 do UCI World Tour devido à grande regularidade ao longo da temporada.

#### 2011
Seu início de temporada viu-se lastrado por um cisto na cabeça do fêmur que lhe obrigou a tomar anti-inflamatórios enquanto disputava a Tirreno-Adriático, sofrendo seus efeitos secundários e se mostrando pouco competitivo. Posteriormente esteve no Etna treinando em altitude durante duas semanas, onde depois de sofrer durante os primeiros dias uma gripe afinou sua preparação para as seguintes corridas.
Na Volta ao País Basco ganhou a primeira etapa depois de impor-se ao sprint no quarteto que chegou em cabeça à meta de Zumárraga depois de subir o topo da Antiga. Nas clássicas das Árdenas, conseguiu sendos 2.º postos em Amstel Gold Race e Flecha Valona. Correu o Giro d'Italia onde ficou 4.º depois da desclassificação de Alberto Contador. Aproveitou o momento de forma e ganhou 2 etapas na Dauphiné Libéré. Preparou a Volta a Espanha correndo a Volta a Burgos onde conseguiu a classificação geral mais uma vitória de etapa. Na Volta a Espanha conseguiu levar-se duas etapas e ficou segundo na classificação por pontos. Foi líder um dia.

#### 2012
A temporada de 2012 foi todo um sucesso desde o princípio ao fim. Começou ganhando em março a 6.ª etapa da Tirreno-Adriático, em abril ganhou 2 etapas na Volta ao País Basco e ficou 2.º na classificação geral. Nas clássicas das Árdenas conseguiu conquistar a vitória na Flecha Valona. Depois chegou a primeira Grande Volta por etapas da temporada, o Giro d'Italia onde ficou 2.º na classificação geral por tão só 12" após perder a liderança na última crono. Conseguiu 2 etapas e ganhou também a classificação da regularidade. Chegou no mês de agosto e na Volta a Espanha mais dura dos últimos anos brilhou com luz própria: Foi líder 13 dias até ataque de Alberto Contador caminho de Fonte Dê e finalizou 3.º na geral. Ademais foi vencedor de 3 etapas, 2.º na classificação por pontos, 2.º na classificação da combinada e 3.º na classificação da montanha. Por último adjudicou-se o Giro de Lombardia numa grande exibição sob a chuva convertendo-se no primeiro espanhol em ganhar este monumento. Com esta vitória chegou ao número 1 do UCI WorldTour como já tinha conseguido no ano 2010.

#### 2013
Na campanha 2013 prosseguiu com a regularidade demonstrada em anos anteriores, voltando-se a alçar com o número 1 do UCI WorldTour por terceira vez em sua corrida desportiva.
Conseguiu subir ao pódio do Tour de France em terceira posição, somente superado por Chris Froome e Nairo Quintana, fechando assim sua presença no pódio das três Grandes Voltas. Na Volta a Espanha finalizou em quarta posição, além de conseguir uma etapa com final em Alto do Naranco.
Em parte-a final do ano disputou o Mundial de Rota em Florença (Itália) onde conseguiu uma amarga medalha de prata, ao se ver superado por Rui Costa, ante a controvertida atuação de seu colega de seleção Alejandro Valverde, que à postre finalizou terceiro.
Uma semana mais tarde repetiu vitória no Giro de Lombardia o que lhe valeu para certificar sua vitória no UCI WorldTour.

#### 2014
O 2014 mudou seu calendário com olhas ao Giro d'Italia, principal objetivo da temporada. Começou correndo em San Luis e depois no Tour de Dubai e Omã. Posteriormente fez uma concentração no Teide, descartando correr a Tirreno-Adriático. Sim participou da Volta à Catalunha, corrida que ganhou e novamente se concentrou em Canárias, renunciando à Volta ao País Basco. A suas seguintes corridas foram as Clássicas das Ardenas onde lhe foi pior do imaginado. Uma queda na Amstel Gold Race obrigou-o a abandonar devido a um forte golpe no peito, três dias depois correu a Flecha Valona e ainda que as dores continuavam conseguiu finalizar e em Liège novamente abandonou, depois de não recuperar da queda da semana anterior.
Igualmente chegou ao Giro como favorito, ainda que na etapa contrarrelógio por equipas o Katusha perdeu 1 minuto e meio com respeito a equipas como o BMC e Omega Pharma, formações que contavam com alguns dos rivais do catalão, como Cadel Evans e Rigoberto Urán. Mas uma nova queda quase finalizando a sexta jornada tirou-lhe toda a possibilidade de brigar pela corrida. Culminou a jornada a quase 8 minutos e não saiu ao dia seguinte, confirmando que se tinha fraturado um dedo e uma costela e que ademais já vinha de duas costelas partidas na Amstel Gold Race.
Foi confirmado pelo Katusha como integrante da equipa no Tour de France ainda que não irá como líder, tomando a ronda gala como preparação para a Volta a Espanha e o mundial.

#### 2015
Começou neste ano competindo em várias competições menores, mas ao princípio do ano anunciou que não ia disputar o Giro d'Italia e que se ia reservar para tentar fazer um grande papel na edição n.º 102 do Tour de France.
No Tour de France, conseguiu a vitória na 3.ª etapa, com final no Muro de Huy, depois de uma grande arrancada nos metros finais. Perde comba na classificação geral, após uma má contrarrelógio da sua equipa Katusha, e de um mau dia na primeira jornada de montanha. No entanto, na 12.ª etapa, uma jornada montanhosa com final em Plateau de Beille, integra-se na escapada, e consegue superar a seus rivais na ascensão final, fazendo-se assim com sua segunda vitória de etapa.
Na Volta a Espanha conseguiu uma meritória segunda posição na classificação geral.

#### 2016
Em 11 de julho de 2016 anunciou sua retirada do ciclismo depois de dezassete temporadas como profissional e com 37 anos de idade. A retirada foi efetiva depois da disputa dos Jogos Olímpicos de Verão de 2016 onde obteve diploma olímpico ao acabar em quinta posição.

### Depois da retirada
Em 20 de outubro de 2016 Purito e a nova equipa Bahrain-Merida, anunciaram uma nova etapa, desta vez como embaixador e mentor de jovens ciclistas.
Depois de três anos no conjunto bareini, a partir de 2020 converteu-se em embaixador da marca de bicicletas Orbea.

## O apodo de "Purito"
O apelido de Purito tem sua origem num treinamento de quando pertencia à ONZE de Manolo Saiz, durante uma concentração em El Bosque (Cadiz). Ali, subindo um porto com Laurent Jalabert e os outros membros da equipa, fez de conta um ataque simulando que se fumava um puro para evidenciar que ia sobrado de forças.

Este apelido estendeu-se por toda a imprensa até ponto de ser mais conhecido como Purito Rodríguez que como Joaquim Rodríguez.

## Palmarés
| - 2001 - Escalada a Montjuic, mais 1 etapa - 2003 - 1 etapa da Paris-Nice - 1 etapa da Volta a Espanha - 2004 - Semana Catalã - 2005 - Urkiola Igoera - Classificação da montanha da Volta a Espanha - 2006 - 1 etapa da Paris-Nice - 1 etapa da Escalada a Montjuic - 2007 - Klasika Primavera - Prova Villafranca-Ordiziako Klasika - Campeonato da Espanha de Ciclismo em Estrada - 2008 - 1 etapa da Tirreno-Adriático - 2009 - 1 etapa da Tirreno-Adriático - 1 etapa da Volta a Burgos - 3.º no Campeonato Mundial em Estrada - 2010 - Volta à Catalunha - Grande Prêmio Miguel Indurain - 1 etapa da Volta ao País Basco - 1 etapa do Tour de France - 1 etapa da Volta a Espanha - UCI World Ranking | - 2011 - 1 etapa da Volta ao País Basco - 2 etapas do Critério do Dauphiné - Volta a Burgos, mais 1 etapa - 2 etapas da Volta a Espanha - 3.º no UCI WorldTour - 2012 - 1 etapa da Tirreno-Adriático - 2 etapas da Volta ao País Basco - Flecha Valona - 2.º no Giro d'Italia, mais 2 etapas e classificação por pontos - 3.º na Volta a Espanha, mais 3 etapas - Giro de Lombardia - UCI WorldTour - 2013 - 1 etapa do Tour de Omã - 1 etapa da Tirreno-Adriático - 3.º no Tour de France - 1 etapa da Volta a Espanha - 2.º no Campeonato Mundial em Estrada - Giro de Lombardia - UCI WorldTour - 2014 - Volta à Catalunha, mais 1 etapa - 2015 - Volta ao País Basco, mais 2 etapas - 2 etapas do Tour de France - 2.º na Volta a Espanha, mais 1 etapa e a classificação da combinada - 2.º no UCI WorldTour |

## Resultados

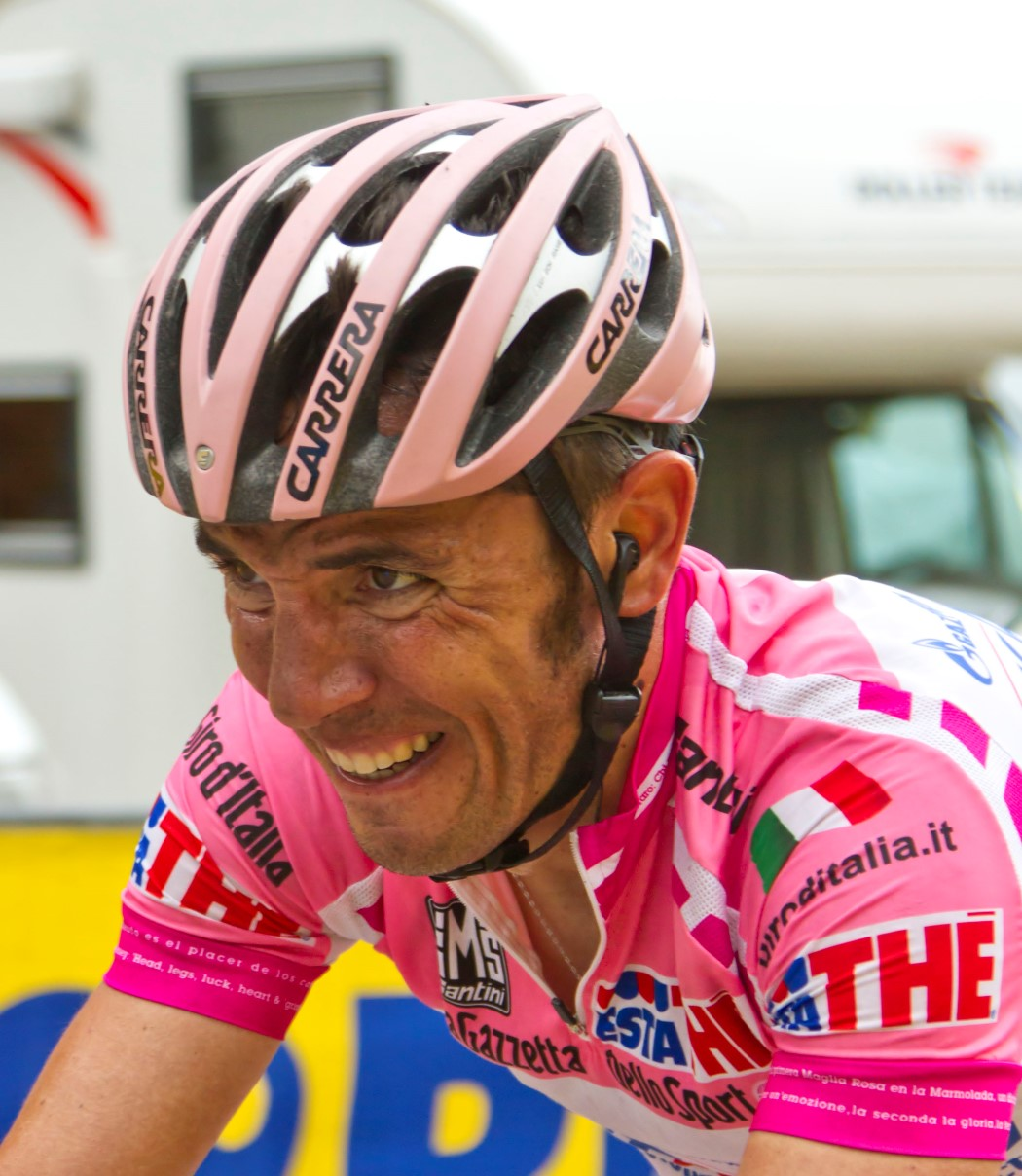
Purito com a maglia rosa do Giro d'Italia.

Durante a sua carreira desportiva conseguiu os seguintes postos em Grandes Voltas e corridas de um dia:

### Grandes Voltas
| Corrida | Corrida         | 2001 | 2002 | 2003 | 2004 | 2005 | 2006 | 2007 | 2008 | 2009 | 2010 | 2011 | 2012 | 2013 | 2014 | 2015 | 2016 |
| ------- | --------------- | ---- | ---- | ---- | ---- | ---- | ---- | ---- | ---- | ---- | ---- | ---- | ---- | ---- | ---- | ---- | ---- |
|         | Giro d'Italia   | 80.º | —    | —    | —    | 80.º | —    | —    | 17.º | Ab.  | —    | 4.º  | 2.º  | —    | Ab.  | —    | —    |
|         | Tour de France  | —    | —    | —    | —    | —    | —    | —    | —    | —    | 7.º  | —    | —    | 3.º  | 54.º | 29.º | 7.º  |
|         | Volta a Espanha | —    | —    | 26.º | 42.º | 38.º | 17.º | —    | 6.º  | 7.º  | 3.º  | 19.º | 3.º  | 4.º  | 4.º  | 2.º  | —    |

### Voltas menores
| Corrida | Corrida              | 2001 | 2002 | 2003 | 2004 | 2005 | 2006 | 2007 | 2008 | 2009 | 2010 | 2011 | 2012 | 2013 | 2014 | 2015 | 2016 |
| ------- | -------------------- | ---- | ---- | ---- | ---- | ---- | ---- | ---- | ---- | ---- | ---- | ---- | ---- | ---- | ---- | ---- | ---- |
|         | Paris-Nice           | 33.º | 22.º | 22.º | —    | 30.º | 42.º | 10.º | —    | —    | 6.º  | —    | —    | —    | —    | —    | —    |
|         | Tirreno-Adriático    | —    | —    | —    | 10.º | —    | —    | —    | 34.º | 15.º | —    | 67.º | 6.º  | 5.º  | —    | 13.º | 81.º |
|         | Volta à Catalunha    | —    | Ab.  | 46.º | 51.º | —    | 14.º | —    | —    | —    | 1.º  | —    | —    | 2.º  | 1.º  | —    | 11.º |
|         | Volta ao País Basco  | —    | 62.º | Ab.  | —    | 12.º | —    | 9.º  | —    | —    | 3.º  | 11.º | 2.º  | —    | —    | 1.º  | 5.º  |
|         | Volta à Romandia     | —    | —    | —    | Ab.  | —    | 13.º | 15.º | —    | —    | —    | —    | —    | —    | —    | —    | —    |
|         | Critério do Dauphiné | —    | —    | —    | —    | —    | —    | —    | —    | —    | —    | 5.º  | —    | 16.º | —    | 8.º  | Ab.  |
|         | Volta à Suíça        | —    | —    | —    | —    | —    | —    | 17.º | —    | —    | 9.º  | —    | —    | —    | —    | —    | —    |

### Clássicas, Campeonatos e J.O.
| Corrida                   | Corrida                   | 2001            | 2002            | 2003            | 2004  | 2005            | 2006            | 2007            | 2008 | 2009            | 2010            | 2011            | 2012 | 2013            | 2014            | 2015            | 2016 |
| ------------------------- | ------------------------- | --------------- | --------------- | --------------- | ----- | --------------- | --------------- | --------------- | ---- | --------------- | --------------- | --------------- | ---- | --------------- | --------------- | --------------- | ---- |
|                           | Milão-Sanremo             | —               | —               | —               | 111.º | —               | —               | —               | —    | 58.º            | 132.º           | —               | —    | —               | —               | —               | —    |
| Amstel Gold Race          | Amstel Gold Race          | —               | —               | Ab.             | —     | 29.º            | 96.º            | 11.º            | 8.º  | 42.º            | Ab.             | 2.º             | 24.º | Ab.             | Ab.             | 32.º            | Ab.  |
| Flecha Valona             | Flecha Valona             | —               | —               | —               | 72.º  | 23.º            | 33.º            | 76.º            | 8.º  | 29.º            | 2.º             | 2.º             | 1.º  | 6.º             | 70.º            | 4.º             | 28.º |
|                           | Liège-Bastogne-Liège      | —               | Ab.             | —               | —     | 24.º            | 12.º            | 75.º            | 15.º | 2.º             | 41.º            | 26.º            | 15.º | 2.º             | Ab.             | 3.º             | 8.º  |
| Clássica de San Sebastián | Clássica de San Sebastián | 54.º            | —               | —               | 30.º  | 2.º             | 8.º             | 54.º            | 12.º | 33.º            | 5.º             | 3.º             | 8.º  | —               | 3.º             | 5.º             | 4.º  |
|                           | Giro de Lombardia         | —               | —               | 32.º            | 20.º  | —               | Ab.             | Ab.             | 28.º | Ab.             | Ab.             | 3.º             | 1.º  | 1.º             | 8.º             | —               | Ab.  |
| J.O. (Rota)               | J.O. (Rota)               | Não se disputou | Não se disputou | Não se disputou | —     | Não se disputou | Não se disputou | Não se disputou | —    | Não se disputou | Não se disputou | Não se disputou | —    | Não se disputou | Não se disputou | Não se disputou | 5.º  |
| Mundial em Estrada        | Mundial em Estrada        | —               | —               | —               | —     | —               | 72.º            | 65.º            | 6.º  | 3.º             | —               | —               | 28.º | 2.º             | 33.º            | Ab.             | —    |
| Espanha em Estrada        | Espanha em Estrada        | —               | —               | —               | —     | —               | —               | 1.º             | —    | —               | —               | —               | —    | —               | —               | —               | 37.º |

 —: Não participa

Ab.: Abandona

X: Edições não celebradas

## Equipas
- ONZE-Eroski (2001-2003)
- ONZE-Eroski-Würth (2001)
- ONZE-Eroski (2002-2003)
- Saunier-Duval-Prodir (2004-2005)
- Caisse d'Epargne/Illes Balears (2006-2009)
- Caisse d'Epargne-Illes Balears (2006)
- Caisse d'Epargne (2007-2009)
- Katusha (2010-2016)
- Team Katusha (2010)
- Katusha Team (2011-2012)
- Katusha (2013)
- Team Katusha (2014-2016)